# モバイルディスク
モバイルディスクとは、東芝が製造販売していた、PCカード型ハードディスクドライブ(HDD)である。

## 概要
PCカードTypeII（16bit接続）の寸法に1.8インチHDDを組み込んだ製品である。当初2GBの製品が登場し、末期に発売された2001年時点での最大容量は5GB。それまでのHDDカードは主にTypeIIIの厚みを持つものが一般的であったのに対し、モバイルディスクはTypeIIの厚さであり、対応する機器の幅を広げている。一方、コンパクトフラッシュサイズのマイクロドライブに比べると、当初は容量の面で上回っていた。
HDDであるため、当時のコンパクトフラッシュなどのメモリーカードと比べると、容量当たりの価格が安く、アクセス速度が高速であった。また、書き換え回数の制限があるフラッシュメモリを搭載したメモリーカードに比べると、頻繁に書き換える用途には適している。大容量で安価という利点がある一方で、HDDカード特有の欠点として、モーターによってディスクを駆動していることから衝撃に弱く、発熱や消費電力が大きい。
初代GIGABEATにも採用され、簡単に交換もできるようになっていた。
1.8インチHDDはその後も大容量化が進んだが、メモリーカードの大容量化・高速化・価格低下もあって、モバイルディスクは5GB以降、製品が続かなかった。